# Basilicum polystachyon
Basilicum  es un género monotípico de plantas con flores perteneciente a la familia Lamiaceae. Su única especie: Basilicum polystachyon (L.) Moench, Suppl. Meth.: 143 (1802), es originaria de las regiones tropicales del Viejo Mundo hasta el sur de China.

## Taxonomía
Basilicum polystachyon fue descrita por (L.) Moench  y publicado en Supplementum ad Methodum Plantas : a staminum situ describendi 143. 1802.
Sinonimia
- Ocimum polystachyon L., Mant. Pl. 2: 567 (1771).
- Ocimum moschatum Salisb., Prodr. Stirp. Chap. Allerton: 87 (1796), nom. superfl.
- Lumnitzera polystachyon (L.) J.Jacq. ex Spreng., Syst. Veg. 2: 687 (1825).
- Moschosma polystachyon (L.) Benth. in N.Wallich, Pl. Asiat. Rar. 2: 13 (1830).
- Perxo polystachyon (L.) Raf., Autik. Bot.: 121 (1840).
- Plectranthus parviflorus R.Br., Prodr.: 506 (1810), nom. illeg.
- Lumnitzera ocimoides Jacq. ex Spreng., Syst. Veg. 2: 687 (1825).
- Plectranthus micranthus Spreng., Syst. Veg. 2: 691 (1825).
- Ocimum dimidiatum Schumach. & Thonn. in C.F.Schumacher, Beskr. Guin. Pl.: 267 (1827).
- Moschosma dimidiatum (Schumach. & Thonn.) Benth., Labiat. Gen. Spec.: 24 (1832).
- Lehmannia ocymoidea Jacq. ex Steud., Nomencl. Bot., ed. 2, 2: 21 (1841).
- Ocimum tashiroi Hayata, Icon. Pl. Formosan. 9: 86 (1920).[1]